# Felicity Taylor
Felicity Kay Taylor (ur. 22 sierpnia 2000) – amerykańska zapaśniczka walcząca w stylu wolnym. Czwarta w Pucharze Świata w 2022 roku. 
Zawodniczka South Winneshiek School District, a także McKendree University z Lebanon i University of Iowa.